# Konstantin Matusevich
Konstantin Matusevich (né le 25 février 1971) est un athlète israélien spécialiste du saut en hauteur.

## Carrière

### Palmarès
| Année | Compétition           | Lieu    | Résultat | Performance |
| ----- | --------------------- | ------- | -------- | ----------- |
| 1997  | Championnats du monde | Athènes | 7e       | 2,29 m      |
| 2000  | Jeux olympiques       | Sydney  | 5e       | 2,32 m      |

- Champion d'Israël du saut en hauteur : 1996, 2000 et 2002[1].

### Records
Konstantin Matusevich détient le record d'Israël du saut en hauteur en plein air en février 2000 en Australie avec un saut de 2,36 m.
| Épreuve         | Performance | Lieu  | Date           |
| --------------- | ----------- | ----- | -------------- |
| Saut en hauteur | 2,36 m      | Perth | 5 février 2000 |

| Épreuve         | Performance | Lieu      | Date         |
| --------------- | ----------- | --------- | ------------ |
| Saut en hauteur | 2,31 m      | Stockholm | 10 mars 1996 |